# Nudochernes wittei
Nudochernes wittei är en spindeldjursart som beskrevs av Beier 1955. Nudochernes wittei ingår i släktet Nudochernes och familjen blindklokrypare. Inga underarter finns listade i Catalogue of Life.